# Ljungby
Ljungby je grad i središte istoimene općine u švedskoj županiji Kronoberg. 

## Zemljopis
Grad se nalazi u južnoj Švedskoj na rijeci Lagan.

## Stanovništvo
Prema podacima o broju stanovnika iz 2005. godine u gradu živi 14.810 stanovnika.

## Vanjske poveznice
- Službene stranice grada

### Ostali projekti
|  | Zajednički poslužitelj ima još gradiva o temi Ljungby |